# Jánovce (district de Poprad)
Jánovce (allemand : Johannisdorf in der Zips) est un village de Slovaquie situé dans la région de Prešov.

## Histoire
Première mention écrite du village en 1312.

## Démographie

### Évolution de la population
| Année:               | 1994. | 2004.    | 2014.    | 2024.    |
| -------------------- | ----- | -------- | -------- | -------- |
| Nombre de personnes: | 996   | 1176     | 1593     | 1773     |
| Différence:          |       | +18,07 % | +35,45 % | +11,29 % |

| Année:               | 2023. | 2024.   |
| -------------------- | ----- | ------- |
| Nombre de personnes: | 1738  | 1773    |
| Différence:          |       | +2,01 % |